# 胡锡珪
胡锡珪（1839年—1883年）原名胡文，字三橋，號盤溪外史、紅茵生、紅茵館主。清朝江苏苏州人。
自小學習丹青，善繪仕女圖，尤精於水墨白描。花卉學惲壽平，人物師法華嵒。吳昌碩盛讚其花卉、人物“精細如髮而筆鋒勁厲”。又與金心蘭友好，常一起作畫。曾是顧夢麟的家庭畫家，為怡園畫社成員，曾在過雲樓臨摹創作。惜“善病工愁”，天不假年，四十五歲歿。金心蘭為其治喪。傳世作品有《元日鍾馗圖》，現藏北京故宮博物院；《梳妆仕女圖》，現藏蘇州博物館。